# Kalaqin
Kalaqin är en socken i Kina. Den ligger i provinsen Liaoning, i den nordöstra delen av landet, omkring 280 kilometer väster om provinshuvudstaden Shenyang. Antalet invånare är 17 021. Befolkningen består av 8 348 kvinnor och 8 673 män. Barn under 15 år utgör 16,0 %, vuxna 15-64 år 72 %, och äldre över 65 år 11,0 %.
Genomsnittlig årsnederbörd är 712 millimeter. Den regnigaste månaden är juni, med i genomsnitt 176 mm nederbörd, och den torraste är januari, med 2 mm nederbörd.